# Особняк Горбуновых (Москва)
Особняк Горбуно́вых — дом в Москве по адресу улица Большая Грузинская улица дом 17 стр. 1. Объект культурного наследия федерального значения.

## История
Особняк был построен в 1897 году архитектором Василием Васильевичем Барковым по заказу Василия Александровича Горбунова, купца первой гильдии и директора костромского «Товарищества бумаготкацкой мануфактуры братьев Г. и А. Горбуновых», и его жены Екатерины, дочери Викулы Елисеевича Морозова.
Планировка здания асимметрична, правая часть состоит из двух этажей, левая часть одноэтажная. По краям двухэтажного объёма устроены балконы с кованой решёткой, над которыми расположены треугольной формы фронтоны. Во фронтонах размещены картуши с монограммами хозяев, а венчают фронтоны два вазона. Ещё 2 вазона расположены в нишах под балконами. Между нишами находятся три окна зала первого этажа, выделяющиеся закруглённой формой. Окна и пилястры дома декорированы лепниной. На фасаде также присутствует дата постройки особняка.
Хозяйка особняка подобно многим из рода Морозовых много занималась благотворительностью. Своих детей у неё не было, она воспитала девочку-подкидыша, дав ей хорошее образование, однако счастья семье это не принесло, приёмная дочь вскоре заболела шизофренией. Василий Александрович скончался до революции, а после прихода к власти большевиков его жену выселили из особняка на Большой Грузинской. Екатерина Викуловна вынуждена была жить с дочерью в подвале дома в одном из переулков Пречистенки.
После национализации в доме располагались разные посольства, последним стало посольство ФРГ, которое освободило особняк после воссоединения Германии в 1990 году. В настоящее время дом находится во владении скульптора Зураба Церетели.